# Вундеркинд (албум)
Вундеркинд е шестият поред албум на българската рок група Сигнал. Издаден е през 1986 г. от Балкантон.

## Списък на песните
1. Мъже
2. Спри се
3. Има много време
4. Липсваш ми
5. Вечерен звън
6. Вундеркинд
7. Дай ми любов
8. Както всички кораби
9. Завръщане
10. Среща
11. Сигнал